# Peñuelas, Aguascalientes
Peñuelas är en ort i Mexiko.   Den ligger i kommunen Aguascalientes och delstaten Aguascalientes, i den centrala delen av landet, 400 km nordväst om huvudstaden Mexico City. Peñuelas ligger 1 863 meter över havet och antalet invånare är 1 670.
Terrängen runt Peñuelas är platt åt nordväst, men åt sydost är den kuperad. Runt Peñuelas är det ganska tätbefolkat, med 129 invånare per kvadratkilometer. Närmaste större samhälle är Aguascalientes, 17,8 km norr om Peñuelas. Trakten runt Peñuelas består i huvudsak av gräsmarker.